# دونوازی

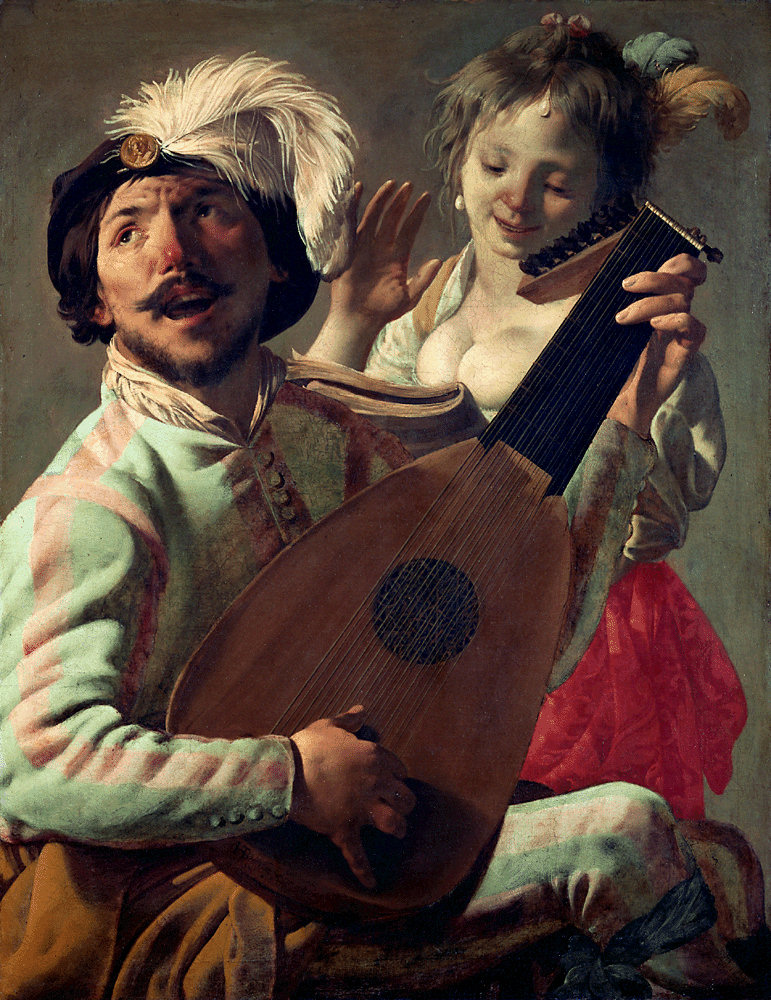
تابلوی دونوازی (۱۶۲۸)، اثر هندریک تر بروخن

دونَوازی، دوسرایی، دوتایی یا دوئت (به انگلیسی: duet) یا دوئو (به فرانسوی: duo) به قطعه‌ای از موسیقی گفته می‌شود که در آن دو نفر به اجرا می‌پردازند. در موسیقی کلاسیک این اصطلاح معمولاً برای دو خواننده یا دو نوازندهٔ پیانو به‌کار می‌رود. اگر دوئت پیانو توسط دو نوازنده روی یک پیانو اجرا شود، به آن قطعه «چهاردستی» می‌گویند. البته ممکن است که دونوازی توسط دو پیانو انجام شود.
در دورهٔ رنسانسِ موسیقی، نوع خاصی از دوئت به نام بیسینیوم (به انگلیسی: bicinuim) متداول بود که در آن، معلم و شاگرد به اجرای یک اتود آموزشی می‌پرداختند.
فرهنگستان زبان و ادب فارسی برابرهای دونوازی، دوسرایی و دوتایی را برای «دوئِت» تصویب کرده‌است.